# Бій під Волновахою 22 травня 2014 року
Бій під Волнова́хою — напад проросійських сепаратистів на підрозділ Збройних сил України неподалік міста Волноваха Донецької області, що стався приблизно о 4:30 ранку 22 травня 2014 року. Внаслідок нападу загинули 17 військовослужбовців 51-ї окремої механізованої бригади.
Втрати в бою під Волновахою стали найбільшими від початку АТО та найбільшими за історію української армії до того часу.

## Передумови і значення
Так окреслює ситуацію, що передувала зіткненню, оглядач Юрій Бутусов на Цензор.НЕТ:
|  | У середині травня [2014] в Кремлі зрозуміли, що сильно недооцінили дієздатність української держави. Всі спроби підняти заколоти в південних і центральних областях України були придушені. Завдяки патріотичному підйому суспільства нове керівництво України зуміло вивести на Донбас частини Збройних сил і Нацгвардії, і приступити до наведення конституційного порядку. 25 травня були заплановані вибори президента України, і було ясно — після них нова українська влада стане повністю легітимною і сценарій повернення Януковича — повністю неможливим. Російське керівництво вирішило закріпитися на Донбасі, і забезпечити до моменту інавгурації Порошенка сильні переговорні позиції. Для цього було необхідно встановити контроль за більшою частиною районів і міст Донбасу та утримати українську армію і Нацгвардію від подальшого просування на Донбасі, щоб забезпечити нестабільність і безконтрольність регіону й домогтися автономізації та федералізації України. В.о. президента Олександр Турчинов у міру спішного розгортання української армії направляв всі сили на скорочення зайнятої терористами території. І дійсно, хоча армія не була повністю боєздатна, солдати не мали підготовки, а техніка була найчастіше несправна, відсутнє постачання, але навіть у такому вигляді після просування українських блокпостів на схід всяка терористична активність у визволених районах різко падала. Бойовики діяли тільки в умовах свободи пересування. Задум операції українського командування полягав у відсіканні північних районів Луганської області та південних районів від донецько-луганської агломерації, а потім розгорнути війська вздовж державного кордону і відсікти терористів від каналів постачання. Кремль чинив потужний політичний тиск, щоб не допустити розгортання українських військ і припинити їхнє просування на Донбасі. Але коли стало ясно, що зупинити українців не вдасться, диверсійні групи російського спецназу й найманців, перекинуті спецслужбами, почали діяти по всьому Донбасу. До 22 травня війна йшла тільки в районі Слов'янська. 2 травня диверсанти заблокували колону 95-ї бригади під Карачуном і відкрили вогонь, намагаючись спровокувати стрілянину по беззбройних людях. Загинуло двоє українських десантників. 5 травня відбувся бій у Семенівці — колона Нацгвардії, спецназ «Альфа» з армійськими БТРами були атаковані бойовиками — загинув боєць «Ягуара» НГУ і два офіцери «Альфи». 13 травня під Слов'янськом була атакована колона 95-ї бригади — загинуло 6 десантників. 22 травня бойові дії почалися за межами Слов'янська, і це означало, що Росія перетворить на арену бойових дій весь Донбас. Українська армія продовжувала нарощувати сили. 22 травня російські спецслужби спланували одночасні напади на наші угруповання в Луганській та Донецькій областях. Цілями були обрані наші підрозділи в районі Рубіжного та Волновахи. Заняття нашими військами ключового в південному Донбасі району Волновахи і блокада підступів до Маріуполя підрозділами 72-ї механізованої бригади було важливим досягненням української сторони. Заняття Волновахи не тільки захищало Маріуполь, а й дозволяло готувати операцію надійний контакт з батальйонно-тактичною групою 25-ї парашутно-десантної бригади, раніше перекинутої в район Амвросіївки. |

5 травня 2014 року 1-ша та 3-тя батальйонно-тактичні групи (БТГ) 51-ї бригади вирушили до Донецької області. У той час бригаду очолював полковник В. Яцків. Перед ним було поставлене завдання створити 9 блокпостів поміж населеними пунктами Донецької області: Курахове — Богоявленка — Вугледар — Павлівка — Єгорівка — Волноваха. До Волновахи колону 51-ї бригади не пропустили проросійськи налаштовані місцеві мешканці, які перегородили дорогу. Офіцери 51-ї бригади отримали завдання вести роз'яснювальну роботу серед місцевих та намагатись уникати конфліктів. Блокпости з 1-го по 4-й зайняли підрозділи 1-ї БТГ, з 5-го по 9-й — 3-ї БТГ. Приблизно 17 травня до бригади надійшов наказ створити ще один блокпост — 10-й, в районі залізничної станції Велико-Анадоль. 10-й блокпост був складним у всьому, і саме тому на ньому особисто перебував командир 3-ї БТГ майор Леонід Полінкевич.

## Бій
Між 4 та 6 годинами ранку 22 травня 2014 року на 10-й блокпост 51-ї окремої механізованої бригади ЗСУ, розташований у лісосмузі біля дороги Ольгинка — Володимирівка, неподалік регіонального ландшафтного парку Великоанадольський ліс, напали бойовики терористичної організації «ДНР». Очевидці повідомляли, що бойовики прибули на 2 джипах та 2 інкасаторських автомобілях (імовірно «ПриватБанку»). За іншими даними нападники прибули на трьох автомобілях або на двох броньованих інкасаторських машинах, які українські військові ймовірно пропустили повз блокпост, після чого були розстріляні впритул, а поранені добиті.
Сепаратисти вели масований вогонь зі стрілецької зброї, протитанкових гранатометів, кулеметів, мінометів, ПЗРК та кидали ручні гранати по табору сил АТО; під час атаки один зі снарядів вцілив у бойову машину, внаслідок чого здетонував боєкомплект. На місце бою було направлено санітарний транспорт для надання медичної допомоги пораненим та їх евакуацію до медичних закладів.
За свідченнями вцілілих учасників бою, бойовики «ДНР» напали на табір сил 51-ї окремої механізованої бригади вночі. Під час бою українські військові не стріляли на ураження, адже в Україні не оголошено війну, здійснюючи попереджувальні постріли в повітря, по ногах нападників тощо. Поранених українських військовослужбовців добивали снайпери, які розташувалися по обох боках від місця бою у лісі.
Підкріплення у вигляді вертольотів Мі-8 прибуло на місце бою вже після його завершення. Також в Інтернеті з'явилося відео, відповідно до якого український вертоліт помилково обстріляв територію, де знаходилися вцілілі бійці 51-ї окремої механізованої бригади, прийнявши їх за бойовиків «ДНР».
За повідомленням Міністерства оборони України, сепаратисти мали на меті прорвати кільце сил АТО, однак українським військовим вдалося відбити атаку та втримати контроль над блокпостом. Це припущення також підтвердили секретар РНБО Андрій Парубій та виконувач обов'язків Президента України Олександр Турчинов.
Відповідно до інформації, оприлюдненої головним редактором порталу Цензор.нет Юрієм Бутусовим, кількість нападників на табір українських військових могла сягати понад 100 бойовиків. Серед причин нападу та значних людських втрат військові експерти назвали низький рівень бойової і тактичної підготовки, відсутність розвідки місцевості, відсутність належного технічного забезпечення, відсутність взаємодії з іншими підрозділами, які могли б прийти на допомогу та відсутність бойової охорони. Російський військовий журналіст Аркадій Бабченко причиною знищення українських військових назвав некомпетентність дій командування в умовах партизанської війни, зокрема рішення про ночівлю край дороги. Виконувач обов'язків міністра оборони України Михайло Коваль заявив, що причиною великих людських втрат під час бою стала недоукомплектація та низька боєздатність особового складу бригади. Крім того, в Інтернеті було опубліковано відео, на якому вдень напередодні бою у своєму таборі українські військовослужбовці спілкуються з місцевими жителями-прихильниками «ДНР».

## Втрати
Вранці 22 травня про загибель 8 та поранення 18 українських військових на своїй сторінці у Facebook повідомив військовий журналіст Дмитро Тимчук; пізніше Олександр Турчинов заявив про 13 загиблих з українського боку. Департамент охорони здоров'я Донецької ОДА повідомив про загибель 16, та поранення 32 осіб, приналежність яких не уточнюється. У пресслужбі терористичної організації «ДНР» повідомили, що під час бою загинули 20 осіб, 42 дістали поранення, однак керівництво «ДНР» не підтвердило участі своїх бойовиків у нападі.
Заступник міністра охорони здоров'я України Руслан Салютін повідомив про смерть 17-го військовослужбовця.
23 травня з'явилася інформація про смерть 18-го учасника бою. Крім того, заступник міністра заявив, що 18 поранених військовослужбовців доправлені до лікарень Харкова та Дніпропетровська, інші 6 були госпіталізовані до лікарень Волновахи, ще 6 важкопоранених — до лікарень Донецька. Міністр внутрішніх справ Арсен Аваков повідомляв про спроби бойовиків «ДНР» вивезти поранених військовослужбовців з лікарні у Волновасі.
Крім людських втрат, сили АТО втратили 3 БМП, вантажний автомобіль ЗІЛ, було також розстріляно 2 машини швидкої допомоги та мікроавтобус. За повідомленням «Біса» (ймовірно Ігоря Безлера), під час нападу загинув один з «ополченців».
23 травня 2014 року було опубліковано імена 12 загиблих українських військовослужбовців.
На меморіальній дошці, що була встановлена у 2015 році на місці бою, вказано 18 імен загиблих бійців 51-ї бригади. 16 з них загинули на місці і померли від поранень 22 травня, Михайло Рибак помер від отриманих поранень 14 жовтня. До списку також внесено водія-санітара Любомира Кузьміна, але він загинув за інших обставин, коли 23 травня біля села Новопавлівка (Волноваський район) медична «таблетка» потрапила у засідку.
Перелік загиблих:
| Ім'я                            | р/н  | Звання             | Функція                                               | Подробиці                                                                                             |
| ------------------------------- | ---- | ------------------ | ----------------------------------------------------- | --- |
| Полінкевич Леонід Олександрович | 1983 | майор              | Командир батальйону                                   | |
| Овчарук Володимир Борисович     | 1979 | молодший лейтенант | Командир взводу                                       | |
| Артемук Олександр Іванович      | 1977 | старший сержант    | Командир відділення                                   | |
| Йовзик Дмитро Васильович        | 1983 | молодший сержант   | Заступник командира бойової машини, навідник-оператор | |
| Бондарук Микола Петрович        | 1991 | солдат             | Навідник                                              | |
| Грицюк Михайло Михайлович       | 1984 | солдат             | Розвідник                                             | |
| Зарадюк Володимир Володимирович | 1991 | солдат             | Кулеметник                                            | |
| Ліщук Віталій Леонідович        | 1986 | солдат             | Стрілець                                              | |
| Маринич Віталій Петрович        | 1991 | солдат             | Розвідник                                             | |
| Махновець Віталій Іванович      | 1981 | солдат             | Гранатометник                                         | |
| Нечипорук Андрій Дмитрович      | 1980 | солдат             | Водій-санітар                                         | |
| Озеранчук Леонід Вікторович     | 1991 | солдат             | Розвідник                                             | |
| Попов Павло Володимирович       | 1991 | солдат             | Стрілець, помічник гранатометника                     | |
| Прокопчук Володимир Іванович    | 1991 | солдат             | Механік-водій                                         | |
| Шкрібляк Дмитро Олександрович   | 1993 | солдат             | Стрілець                                              | |
| Біда Євгеній Миколайович        | 1992 | старший солдат     | Гранатометник                                         | Помер від поранень                                                                                    |
| Кузьмін Любомир Ігорович        | 1990 | солдат             | Водій-санітар                                         | Загинув 23 травня біля села Новопавлівка (Волноваський район), медична «таблетка» потрапила у засідку |
| Рибак Михайло Володимирович     | 1981 | солдат             |                                                       | Помер у госпіталі 14 жовтня 2014 після постійного погіршення стану                                    |

## Організація
Вдень напередодні нападу на табір 51-ї окремої механізованої бригади місцеві прихильники «ДНР» провели певні розвідувальні заходи, спілкуючись з українськими військовослужбовцями, котрі відпочивали вздовж траси.
Один із лідерів сепаратистів Павло Губарєв заперечив причетність до нападу на табір сил АТО «ополченців», звинувативши у провокації «Правий сектор», однак пізніше на сайті британської газети «Daily Mail» з'явилося відео, на якому відповідальність за знищення українських військових узяла на себе людина в балаклаві, яка назвалась «Бісом» (Ігор Безлер):
|  | Ми знищили блокпост української армії, що знаходився на землях Донецької народної республіки.Оригінальний текст (рос.) Мы уничтожили блокпост украинской армии, находящийся на землях Донецкой народной республики. |

В Інтернеті було поширено інформацію, що організацією нападу на українських військовиків займався житель смт Ольгинка Дмитро Бударін, якого звинувачують у торгівлі наркотиками; пізніше Дмитро Бударін заперечив свою причетність до організації нападу. Телеканал «Росія-1» причетними до розстрілу українських військовослужбовців назвав бійців спецбатальйону «Донбас», зауваживши також, що серед тих, хто приїхав на інкасаторських автомобілях були й бійці спецбатальйону «Дніпро».Російський центральний телеканал «Росія-24» повідомив, що українських військовослужбовців розстріляли інші українські військовослужбовці, а бойовики «ДНР» не мають жодного стосунку до цього нападу.
Лідер бойовиків «ДНР» Ігор Стрєлков підтвердив розстріл українських військовиків бойовиками ДНР під Волновахою.

## Реакція
- Голова Служби безпеки України Валентин Наливайченко назвав напад бойовиків на військовиків терористичним актом[49].

- Своє занепокоєння через події під Волновахою висловив Генеральний секретар ООН Пан Ґі Мун, закликавши сторони конфлікту зосередити увагу на забезпеченні проведення президентських виборів у мирній та чесній атмосфері.[50]
- Генеральний секретар Міжнародної комісії з прав людини Рафал Марцин Васик охарактеризував подію як чистий тероризм та закликав звернутися до ООН та НАТО.[51]

## Наслідки
Прокуратура Південного регіону з нагляду за законами у військовій сфері розпочала кримінальне провадження за частиною 3 статті 258 (терористичний акт, що призвів до загибелі людей) та за частиною 2 статті 425 (службова недбалість) Кримінального кодексу України.
Полковника Яцкова було усунуто від командування бригадою.
29 травня виконувач обов'язків міністра оборони України Михайло Коваль заявив, що 51-шу окрему механізовану бригаду Збройних сил України після бою було виведено з зони АТО, однак 10 червня стало відомо, що бійців бригади повернуто в район бойових дій.

## Пам'ять
У зв'язку із загибеллю військовослужбовців 23 і 24 травня у Волинській області та 23, 24 і 25 травня у Рівненській області оголошено днями жалоби.
26 травня за участі кількох тисяч військових та цивільних громадян відбулася церемонія прощання з загиблими у бою на Тучинському полігоні у Рівному, куди тіла 17 військовослужбовців були доправлені двома військово-транспортними літаками.
27 травня на Театральній площі Луцька за участь 3 тисяч місцевих жителів відбулася громадянська панахида за 4 загиблими лучанами: Дмитром Йовзиком, Володимиром Зарадюком, Віталієм Махновцем і Володимиром Прокопчуком.
31 травня, на 9-й день після бою, на місці бою місцеві активісти провели жалобну церемонію; активісти також повідомили, що планують провести подібні заходи на 40-й день та річницю загибелі українських військових. Повідомлялося про виділення коштів місцевими меценатами на встановлення пам'ятника на честь загиблих українських військових.
Станом на 2015 рік на місці бою встановлено пам'ятну дошку з іменами 18 загиблих військовослужбовців.
У травні 2018 року у Волновасі освячено храм Святого Миколая Чудотворця Київського патріархату, побудований на честь 18-х загиблих бійців 51-ї окремої механізованої бригади.

### Відео
- Д/ф "Хрест перший. Блокпост під Волновахою" на YouTube — документальний фільм телеканалу UA: Перший про трагічні події на 10-му блокпосту